# Digital Micromirror Device

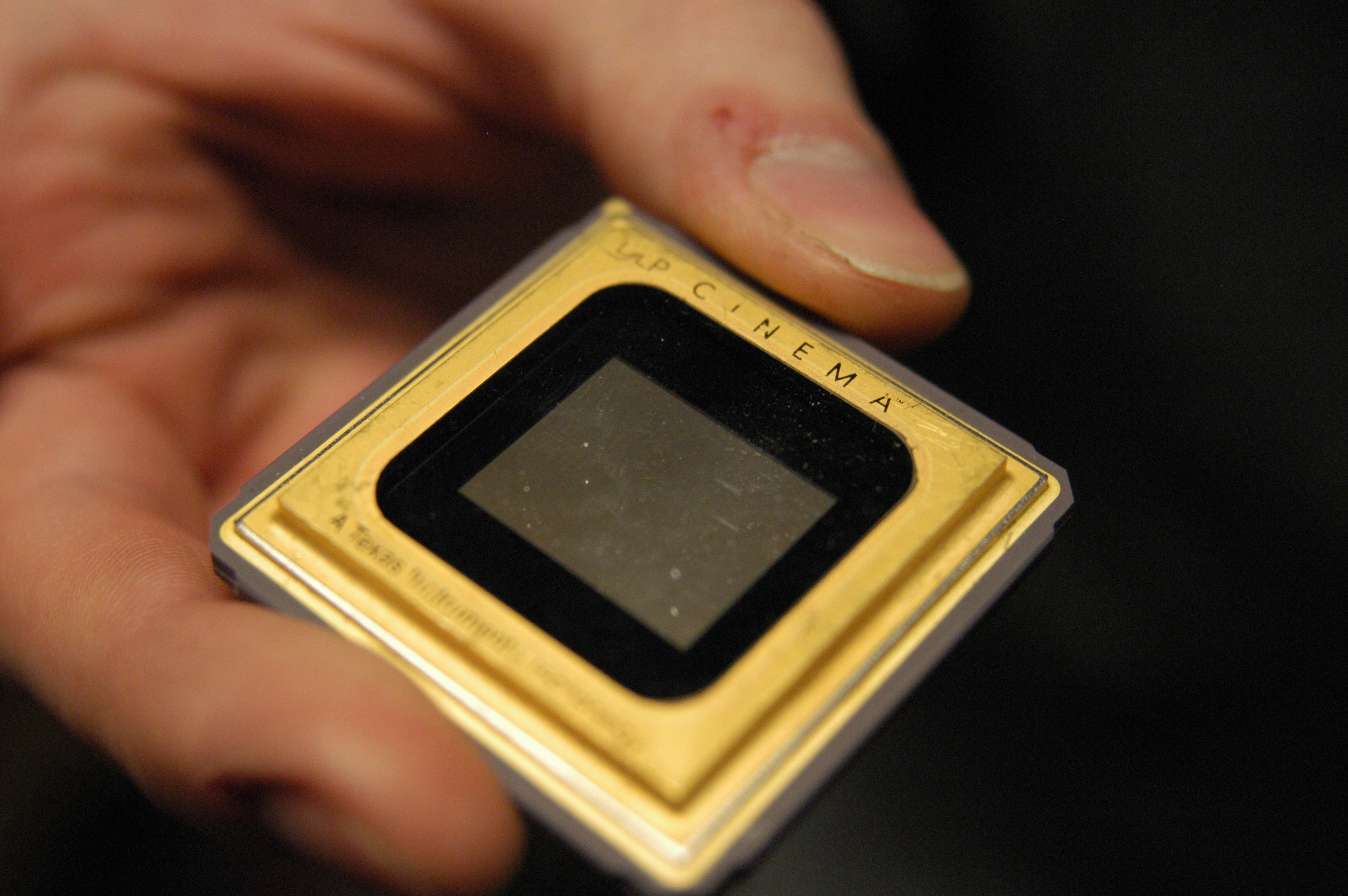
Chip DMD

DMD o digital micromirror device (dispositivo digitale a microspecchi) è un semiconduttore ottico sul quale si basa la tecnologia di proiezione DLP.
Un chip DMD è composto da migliaia di microspecchi ognuno dei quali corrisponde ad un pixel dell'immagine proiettata.
Gli specchi vengono orientati tramite segnali elettrici e possono ruotare individualmente ±10-12°, dallo stato ON a quello OFF. Nello stato ON la luce dalla sorgente viene riflessa rendendo il pixel completamente luminoso, nello stato OFF è completamente scuro.
Essendo questa una tecnologia digitale (prevede solamente due stati, ovvero ON e OFF) per produrre tonalità intermedie lo specchio viene cambiato di stato rapidamente e il rapporto tra stato ON e stato OFF determina la tonalità.
Un chip DMD può produrre oltre 1024 tonalità (10 bit). Vedi Digital Light Processing per capire come vengono riprodotti i colori in sistemi basati su chip DMD.
Il risultato è una proiezione molto vivida e brillante che permette il passaggio diretto dall'immagine digitale a quella proiettata.